# Сєров Владислав Олександрович
Владислав Олександрович Сєров (14 червня 1978, Київ — 6 вересня 2012) — український хокеїст, лівий нападник. Учасник Олімпійських ігор у Солт-Лейк-Сіті.

## Спортивна кар'єра
Хокеєм почав займатися у київській СДЮСШОР «Сокіл». В чотирнадцять років перейшов до харківської команди «Дружба-78». У складі молодіжної збірної України брав участь у чемпіонаті світу 1997 року.
Наприкінці 90-х поїхав за океан, виступав за команди декількох північноамериканських ліг. У сезоні 2003/04 повернувся до Європи, захищав кольори київського «Сокола» і італійського «Апп'яно». Потім була друга поїздка до Америки, яка тривала два сезони і повернення до України. В останньому сезоні грав за «Беркут» (Бровари) і АТЕК (Київ). У складі київської команди став чемпіоном України 2007 року.
2002 року збірна України дебутувала на Олімпійських іграх. На турнірі у Солт-Лейк-Сіті провів всі чотири матчі, з його передачі Ігор Чибирєв закинув шайбу латвійській команді. Через два роки грав на чемпіонаті світу у Чехії.